# Nofermaat
Nofermaat (nfr-m3ˁ.t, „az igazság szép”, „Maat szép” vagy „Tökéletes igazság(gal)”) ókori egyiptomi herceg és vezír a IV. dinasztia idején; valószínűleg Sznofru fáraó fia, Hufu testvére, és Hemiunu vezír apja. Címei: „a király legidősebb fia”, „vezír”.

## Sírja

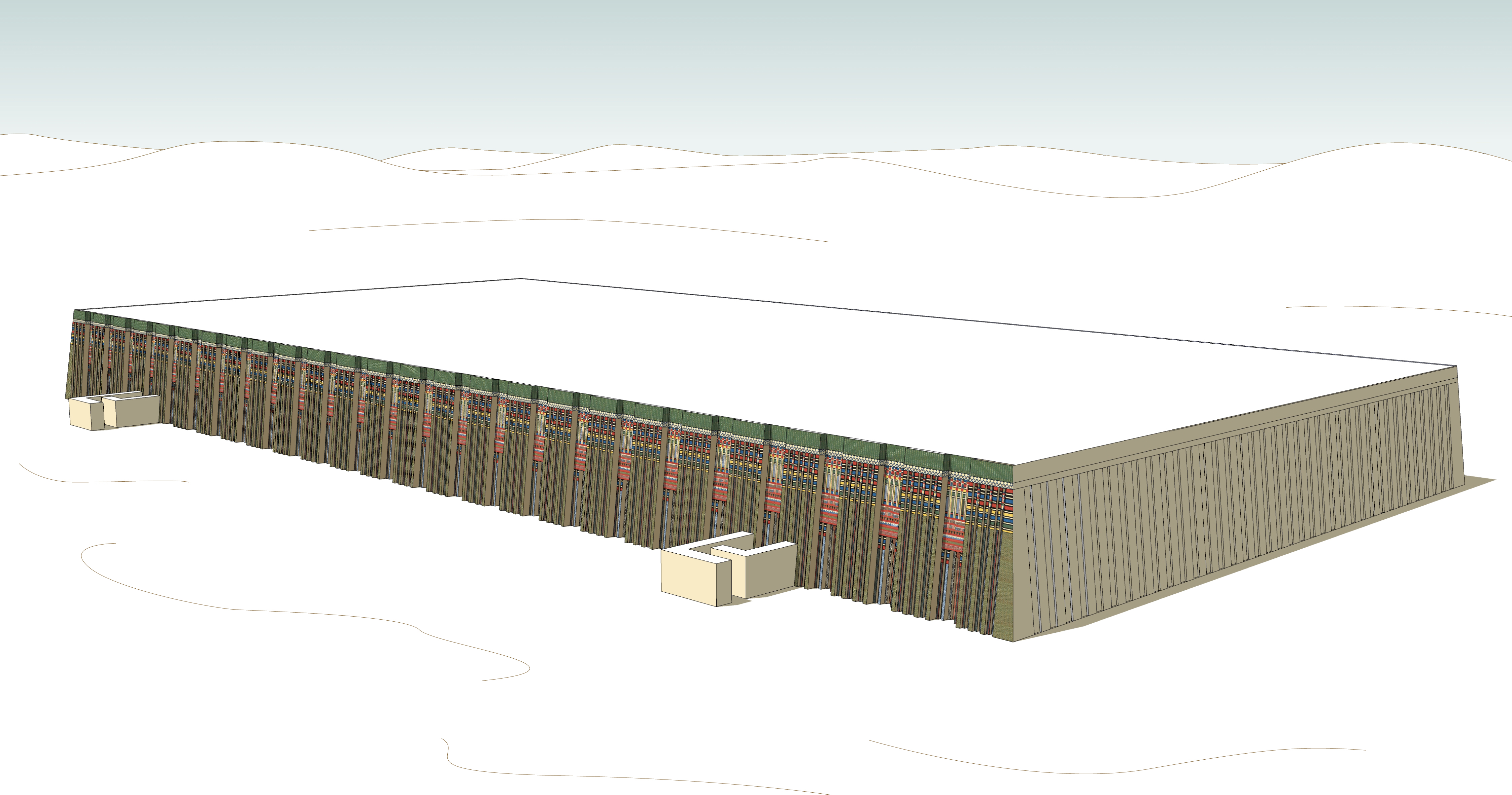
Nofermaat masztabája Meidúmban

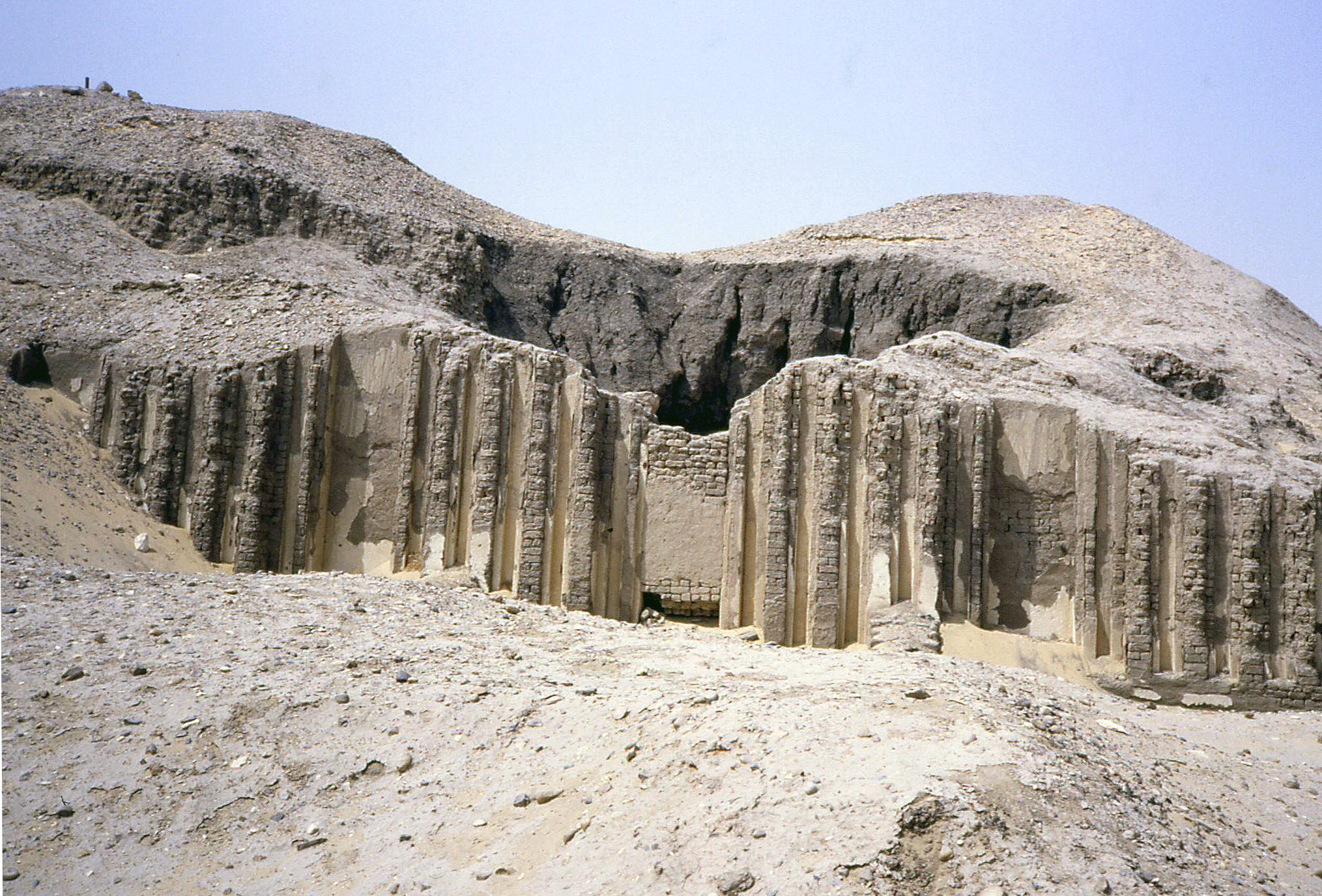
Nofermaat masztabája

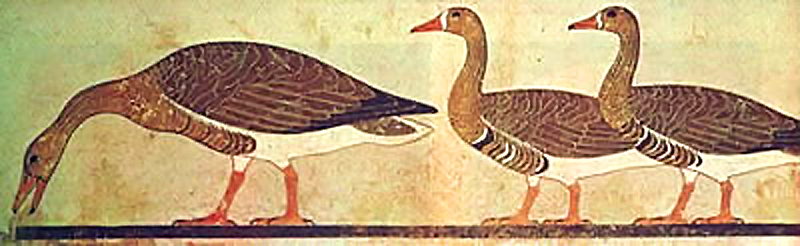
Jelenet a sírból

Nofermaat egyike Sznofru számos családtagjának, akiket Meidúmban temettek el, a Sznofru-piramistól északra fekvő 16-os masztabasírba. A sír vályogtéglából épült, belső falait mészkővel rakták ki és a mindennapi életből vett jelenetekkel díszítették. Keleti felének déli részén Nofermaat, északi részén felesége, Itet (vagy Atet) kápolnája áll, mindkettőnek nyugati végében álajtó. A sír díszítésének különleges technikájáról ismert: a szobrászok mélyen a kőbe vésett képeket faragtak, melyeket aztán színes pasztával töltöttek ki. A munkaigényes folyamat során a paszta hajlamos volt megszáradni, repedezni és leperegni, valószínűleg ez vezetett odáig, hogy a munkások felhagytak ezzel a technikával, bár gyönyörű élénk képeket eredményezett. Jelenleg ez az egyetlen ismert sír, melynek dekorációja így készült. A díszítést állítólag maga Nofermaat tervezte. A sírt Flinders Petrie tárta fel 1892-ben.
Itet kápolnájában találta Auguste Mariette és Luigi Vassalli a Meidúmi ludak néven ismert jelenetet 1871-ben, és Vassalli távolította el a falról, majd a Bulaq Múzeumban újra összeillesztették. Ma a kairói Egyiptomi Múzeumban található (JE 34571/ CG 1742). A képen hat lúd látható, három jobbra, három balra néz, mindkét oldalon az egyik lúd csipeget, a másik kettő felemelve tartja a fejét. A három lúd valójában sok ludat jelképez, ahogy az egyiptomi írásban a három a többes szám jele. A madarak tollazatában eltérések láthatóak, ami megtöri a jelenet szimmetriáját. A képet az egyiptomi művészet egyik kiemelkedő alkotásának tartják. Francesco Tiradritti 2015-ben a LiveScience-en publikálta kutatási eredményét, mely szerint a festmény 19. századi hamisítvány, amelyet talán Vassalli készített. Tiradritti állításával Zahi Hawass és más egyiptomi hatóságok nem értenek egyet.

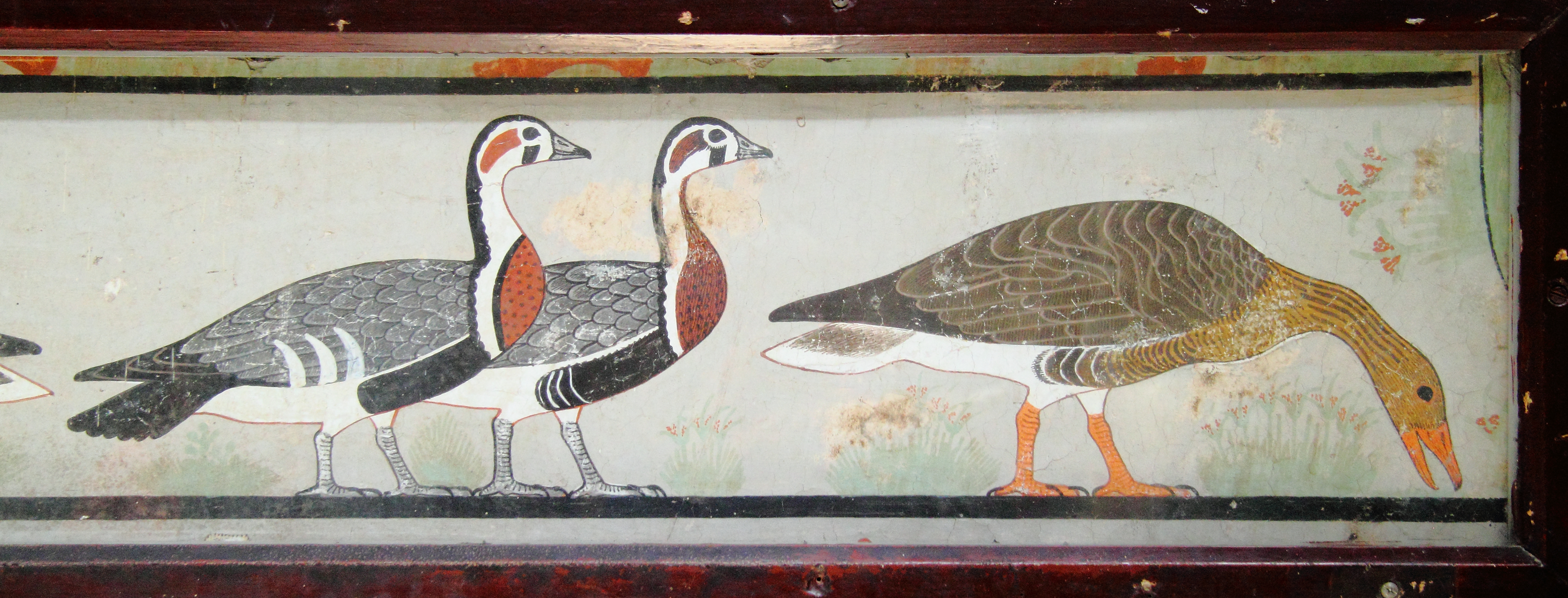
A meidúmi ludak
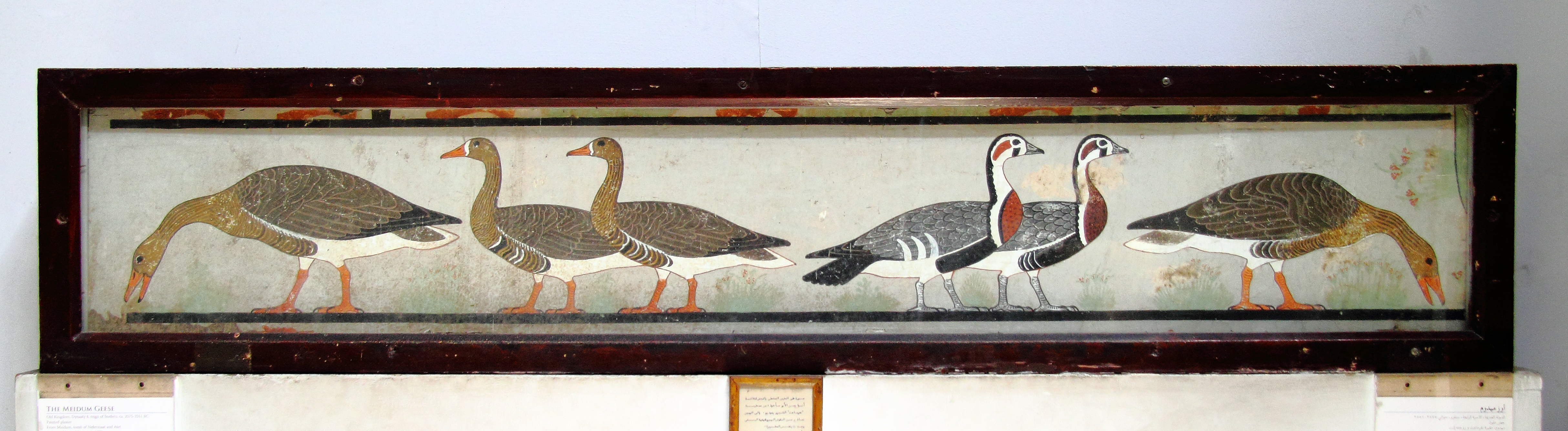
A meidúmi ludak
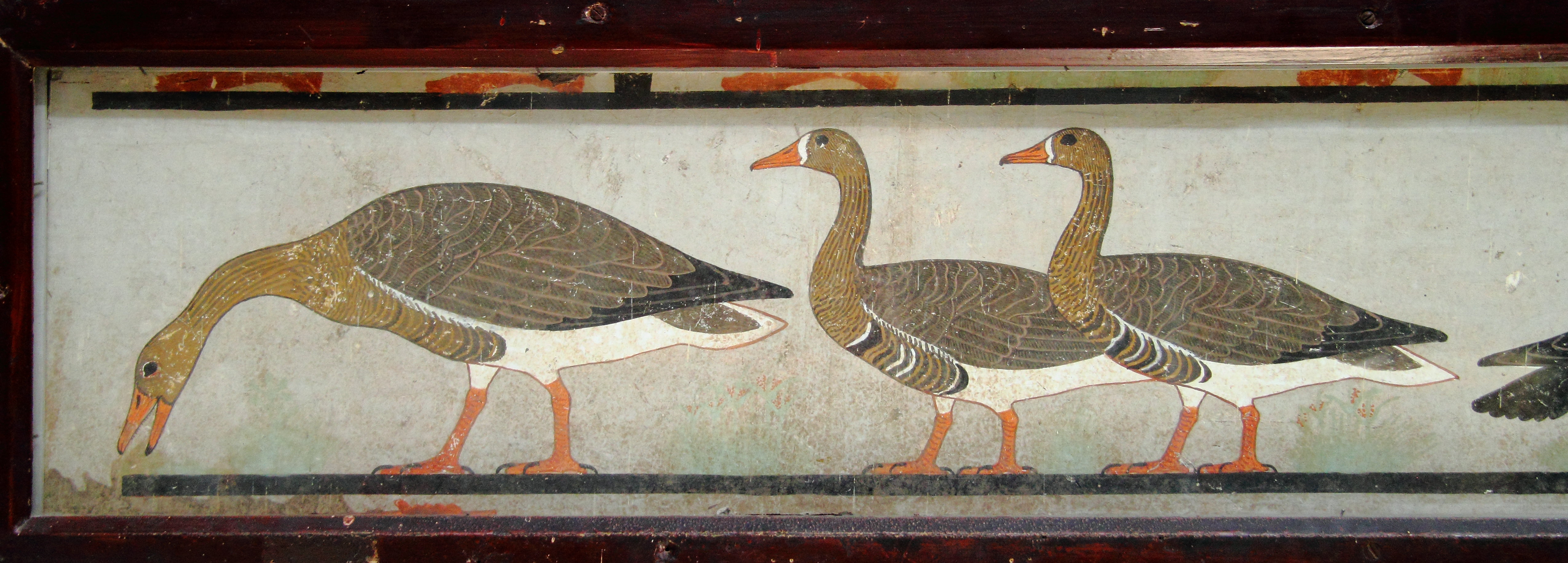
A meidúmi ludak
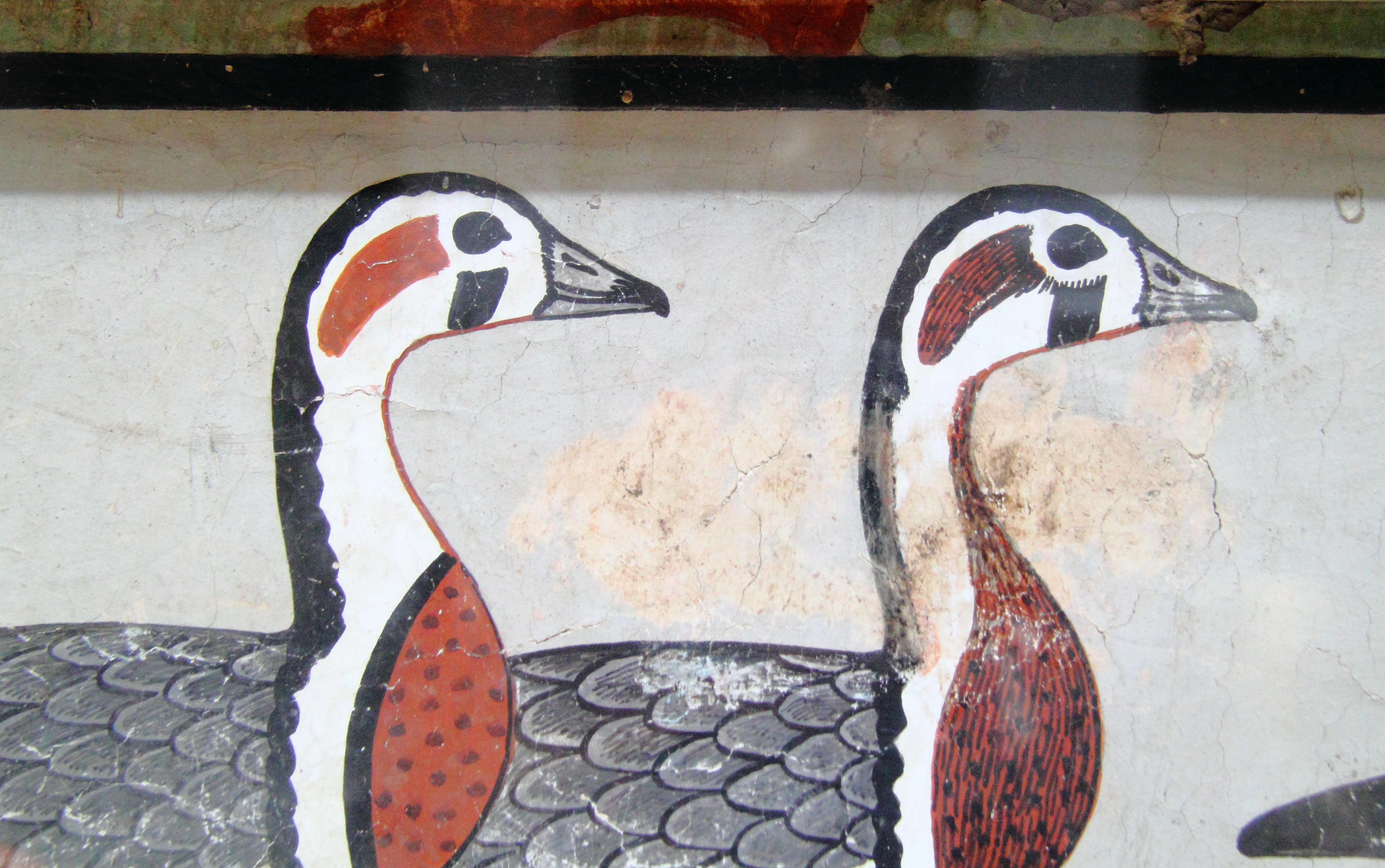
A meidúmi ludak – részlet
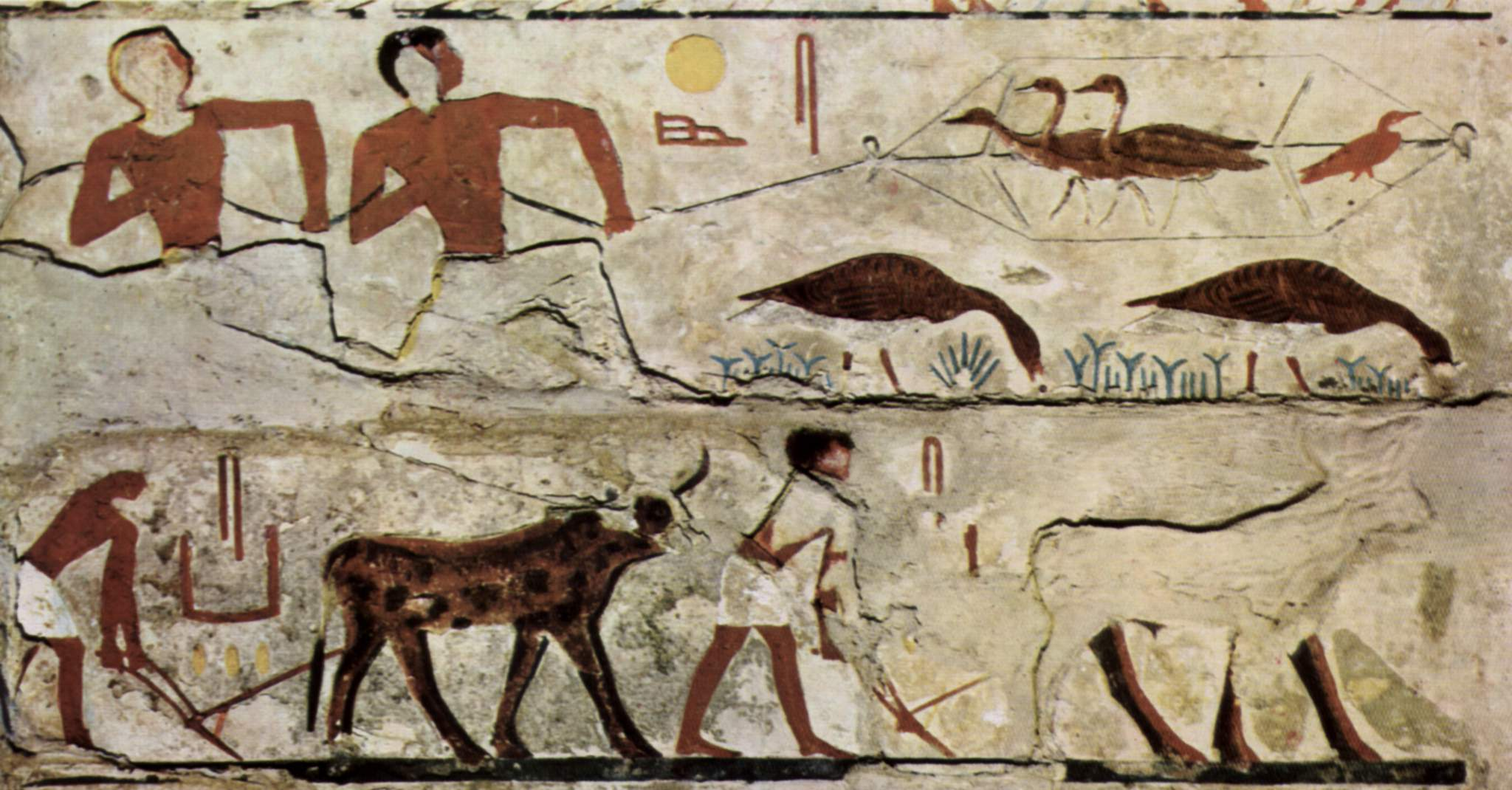
Itet sírkamrájának díszítése

## Családja
Valószínűleg Sznofru legidősebb fia volt. Sírjának ábrázolásairól tizenöt gyermeke ismert. Felnőttként ábrázolják Hemiunu, Iszu, Teta, Hentimeres nevű fiait, valamint Dzsefatszen és Iszeszu nevű leányait; gyermekként ábrázolják Itiszen, Inkaef, Szerfka, Wehemka, Sepszeszka, Kahent, Anhherseretef, Anhherfenedzsef nevű fiait és Pageti nevű lányát. Hemiunu nevű fia valószínűleg az azonos nevű vezírrel azonos. Egyik testvérének, Nofretkau hercegnőnek volt egy Nofermaat nevű fia, aki szintén vezír lett.